# Опсада
Опсада (енгл. Siege, лат. obsidere) дуготрајна војна блокада неког града (или тврђаве) са циљем његовог заузимања било војном силом, било изгладњивањем његовог становништва и војне посаде. Опсада је започињала опкољавањем града (тврђаве) и пресецањем свих видова снабдевања опсађених, након чега су отпочињали војни напади уз помоћ опсадних справа, бомбардовање или тунеловање.
Опсада настаје када нападач наиђе на град или тврђаву који се не може лако заузети брзим нападом, и који одбија да се преда. Опсаде укључују опкољавање мете ради блокирања снабдевања и појачања или бекства трупа (тактика позната као „инвестиција“). Ово је обично повезано са покушајима ослабљивања утврђења помоћу опсадних машина, артиљеријским бомбардовањем, минирањем (познатим и као поткопавање) или употребом обмане или издаје за заобилажење одбране.
Постоји више начина окончавања опсаде:
1. Опсађени су без помоћи са стране могли одбити све нападе и тада се каже да је град (тврђава) издржао опсаду.
2. Опсађени су уз помоћ са стране могли одбити нападаче и тада се каже да је опсада подигнута или пробијена.
3. Опсадиоци су могли освојити град (тврђаву), али су опсађени могли да побегну.
4. Опсадиоци су могли да заузму град (тврђаву) и да том приликом заробе/убију опсађене и тада се каже да је град пао.

## Историја

### Епоха хладног оружја
Опсада се састоји из опкољавања и систематски извођеног напада. У старом веку при опсади је обично израђивана циркумвалациона и контравалциона линија, а ради рушења зидина употребљавана је опсадна техника, у првом реду бацачке справе, и вођен мински рат. Сем кроз бреше начињене у бедему рушењем, употребљаване су за упад у тврђаву и нарочите јуришне лествице, зване ескаладе. 

### Епоха ватреног оружја
Појава ватреног оружја наметнула је сапирање као нови метод напада, којим су се трупе опсађивача штитиле од дејства артиљеријских оруђа бранилаца. Олучна артиљерија, бризантно зрно и аутоматско оружје утицали су на даљу промену нападних поступака при опсади. Развој тешке артиљерије пред Први светски рат допринео је брзом паду тврђава (Каунас, Новогеоргијевск, Пшемисл), а масовна употреба авијације, оклопних јединица и јуришних група у Другом светском рату потпуно је изменила значај и карактер опсаде (Севастопољ, Тобрук).

## Средњовековни период

### Арабија за време Мухамеда
Рани муслимани, предвођени исламским пророком Мухамедом, опсежно су користили опсаде током војних кампања. Прва употреба је била током инвазије Бану Кајнука. Према исламској традицији, инвазија Бану Каинука догодила се 624. године. Бану Кајнуци су били јеврејско племе које је Мухамед протерао због наводног кршења споразума познатог као Медински устав‍:209 повлачења одеће једне муслиманке, што је довело до тога да се она скине нага. Муслиман је у освету убио Јевреја, а Јевреји су заузврат убили муслимана. Ово је ескалирало у ланац убистава из освете, и непријатељство је расло између муслимана и Бану Кајнука, што је довело до опсаде њихове тврђаве.‍:122 Племе се на крају предало Мухамеду, који је у почетку желео да побије припаднике Бану Кајнука, али је на крају попустио под инсистирањем Абдулаха ибн Убајија и пристао на протеривање Кајнука.
Друга опсада била је током инвазије Бану Надира. Према Запечаћеном нектару, опсада није дуго трајала; Бану Надир Јевреји вољно су понудили да се повинују Мухамедовом наређењу и напусте Медину. Њихов караван је бројао 600 натоварених камила, укључујући њихове поглаваре, Хујаи бин Актаб и Салам бин Аби Ал-Хакаик, који су отишли у Кајбар, док се једна друга странка преселила у Сирију. Двоје од њих су примили ислам, Јамин бин Амр и Абу Сад бин Вахаб, те су задржали своје лично богатство. Мухамед је одузео њихово оружје, земљу, куће и богатство. Између осталог плена који је успео да задобије, било је 50 оклопа, 50 шлемова и 340 мачева. Овај плен је искључиво био Мухамедов, јер није било борбе за његово заузимање. Поделио је плен по свом нахођењу раним емигрантима и двојици сиромашних помагача, Абу Дујани и Сухајлу бин Ханифу.
Други примери укључују инвазију Бану Курејзе у фебруару–марту 627. године и опсаду Таифe у јануару 630. године.